# حفاظت پرندگان

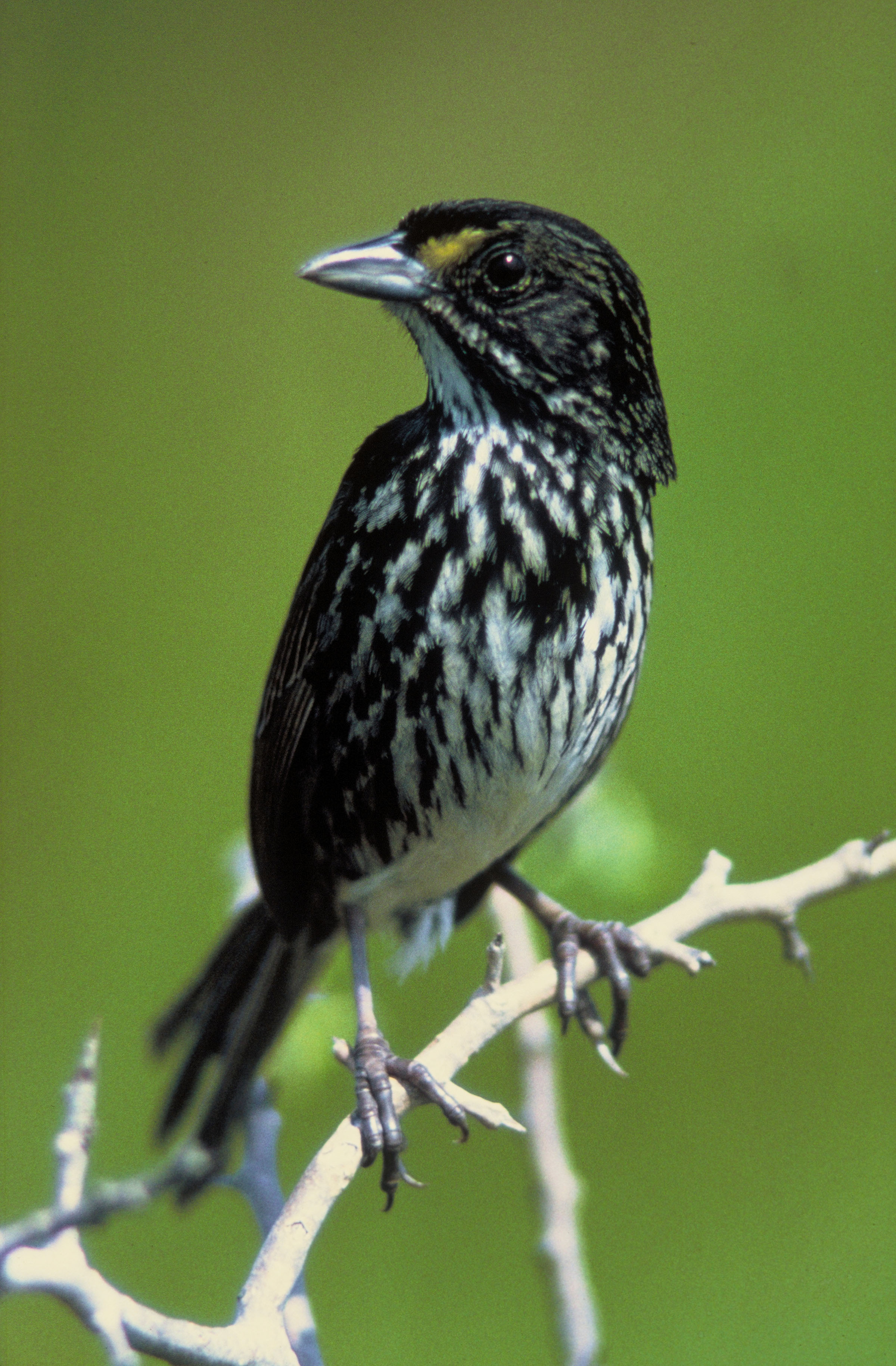
انقراض گنجشک دریاکنار تیره به دلیل نابودی زیستگاه رخ داد.

حفاظت پرندگان (به انگلیسی: Bird conservation) رشته‌ای در علم زیست‌شناسی حفاظتی است که با پرندگان در معرض تهدید مرتبط است. انسان بر بسیاری از گونه‌های پرندگان تأثیر شگرفی گذاشته‌است. بیش از صد گونه در زمان‌های تاریخی منقرض شده‌اند، اگرچه چشمگیرترین انقراض‌های انسان‌زاد در اقیانوس آرام رخ داد، زیرا انسان‌ها جزایر ملانزی، پلی‌نزی و میکرونزی را اشغال کردند که طی آن حدود ۷۵۰ تا ۱۸۰۰ گونه از پرندگان منقرض شدند. بر اساس گزارش مؤسسه Worldwatch، جمعیت بسیاری از پرندگان کنونی در سراسر جهان رو به کاهش است و ۱۲۰۰ گونه در سدهٔ آینده با انقراض روبرو خواهند شد. بزرگ‌ترین دلیل یادشده مربوط به نابودی زیستگاه است. تهدیدهای دیگر عبارتند از شکار بیرویه، مرگ‌ومیر تصادفی به دلیل برخوردهای ساختاری، صید جانبی ماهیگیری لانگ‌لاین، آلودگی، رقابت و شکار توسط گربه‌های خانگی، نشت نفت و استفاده از آفت‌کش‌ها و تغییرات آب و هوایی. دولت‌ها، همراه با سازمان‌های خیریه برای حفاظت محیط زیست، برای حفاظت از پرندگان به روش‌های گوناگون از جمله قانون‌گذاری، حفظ و احیای زیستگاه پرندگان، و ایجاد جمعیت‌های اسیر برای معرفی دوباره تلاش می‌کنند.

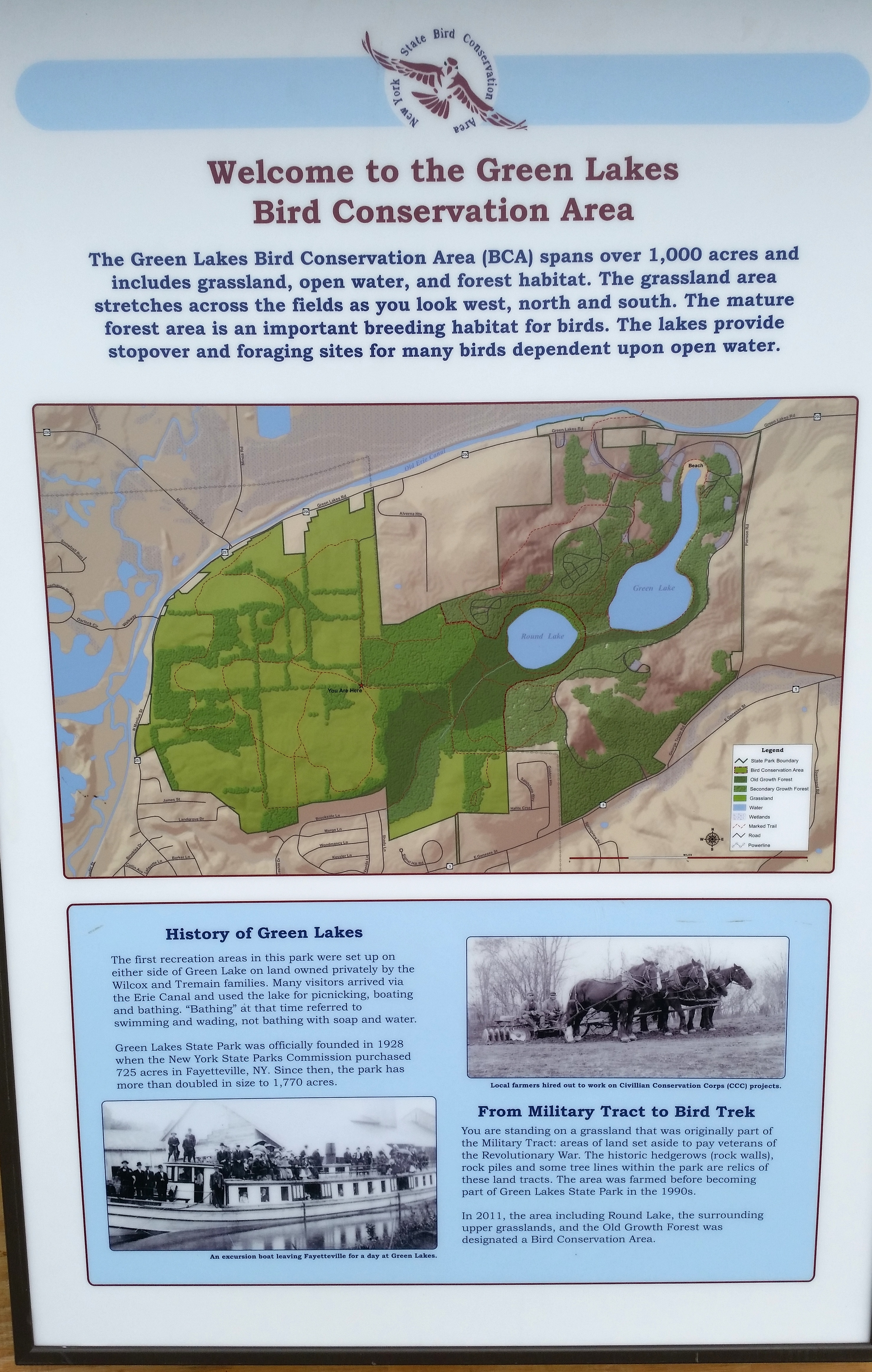
منطقه حفاظت‌شده پرندگان، پارک ایالتی دریاچه‌های سبز، مانلیوس، نیویورک

برای پرندگانی که در دوران پیشاتاریخ و اوایل تاریخ ناپدید شدند (معمولاً به دلیل فعالیت‌های انسانی (یعنی با آغاز انقلاب پارینه‌سنگی بالایی)، پرندگان پیشاتاریخ کواترنر پسین[en] را ببینید. برای پرندگانی که در دوران نوین منقرض شده‌اند (از سال ۱۵۰۰)، به فهرست پرندگان منقرض‌شده [en] مراجعه کنید.